# 千葉県立大網高等学校
千葉県立大網高等学校（ちばけんりつ おおあみこうとうがっこう）は、千葉県大網白里市大網にある県立高等学校。2008年4月開校。

## 概要
千葉県立大網高等学校は旧千葉県立山武農業高等学校と旧千葉県立白里高等学校が統合することによって2008年4月1日に開校した高等学校。
千葉県下における中学校卒業者数が1991年3月（97,786人）をピークに、2001年3月までに30%以上にも及ぶ大幅減少（63,198人）したことを受け、2002年7月に千葉県教育委員会によって千葉県立高等学校再編計画が起案され、県立高等学校142校が127校程度に再編される方針が発表された。
2004年5月、千葉県立高等学校再編計画第2期実施プログラムにて千葉県立山武農業高等学校と千葉県立白里高等学校の統合案が発表された。
2006年10月、統合高校の校名が公募された。公募では所在地の名前である大網の文字を使った案が多くあり、統合校の所在地が大網白里町大網であること、統合校の最寄り駅が大網駅であること等を総合的に勘案し、校名は「大網高等学校」となることが決定した。
2008年4月1日、山武農業高等学校と白里高等学校が統合し、旧山武農業高等学校の敷地を引継ぐ形で千葉県立大網高等学校が開校。設置学科は「普通科」「生産技術科」「生物工学科」「食品工業科」「農業経済科」の5学科。それにともない、2008年3月28日に千葉県立白里高等学校にて閉校式が開催され、4月8日に千葉県立大網高等学校入学式が開催された。
2018年4月1日、「生産技術科」と「農業経済科」が統合されて「農業科」に、「食品工業科」が「食品科学科」に学科改編され、4学科体制となった。
大網高校の実習で学生によって生産された農作物や加工食品は、文化祭や地域イベントにて販売されており、イチゴジャムは長年に渡り毎回行列完売するほど人気を博している。

## 年表

### 山武農業高等学校
- 1920年12月1日 - 文部大臣より郡立甲種農学校として山武郡立山武農学校設置認可[16]
- 1921年4月5日 - 大網小学校を仮校舎として山武郡立山武農学校開校
- 1923年4月1日 - 郡から県に移管され千葉県立山武農学校と改称[9]

- 1950年4月1日 - 新学制実施によって千葉県立山武農業高等学校と改称

### 白里高等学校
- 1951年4月7日 - 大網白里町立白里中学校を仮校舎として千葉県立東金高等学校定時制白里分校開校[10]
- 1962年4月1日 - 千葉県立東金高等学校白里校舎と改称[10][17]
- 1963年4月1日 - 千葉県立東金商業高等学校に移管され千葉県立東金商業高等学校白里校舎と改称
- 1971年4月1日 - 千葉県立白里高等学校として独立[9]

### 大網高等学校
- 2008年4月1日 - 山武農業高等学校と白里高等学校が統合し千葉県立大網高等学校開校

## 学科およびクラス
※2021年度募集
- 普通科（1クラス）
- 農業科（1クラス）
- 食品科学科（1クラス）
- 生物工学科（1クラス）

## 所在地

### 住所
千葉県大網白里市大網435-1

### アクセス
JR外房線東金線大網駅より徒歩約13分 (約1.3km)

## 施設
大網高校は実習地として2つの農場を有する。

### 中正農場
中正農場（ちゅうせいのうじょう）は、山武農学校時代の1934年5月に、演習林（土気実習地）として購入された。後に「中庸正当」を語源として「中正農場」と命名された。1965年頃から畜産施設が整備され、牛舎、豚舎、鶏舎、温室、実験棟等が新設された。1997年に山武農業高等学校に生産技術科、生物工学科が新設されると、生物工学に関する新実験室や環境制御温室、自動給餌装置、総合気象観測装置等が新設された。

### 蒲田農場
主に茶栽培の農場実習として使用される。

## 校歌
2008年、統合校の校歌制作はラジオ番組bayfm「I'm Alive!」のDJでミュージシャンの小島嵩弘に依頼された。統合される2つの高校の卒業生、在校生、職員や地域住民らの意見を汲み取りながら校歌「萌黄の丘に」を完成させ、2月にbayfm本社のスタジオにて小島の指導の下、有志生徒と職員による合唱がCDに収録された。
校歌制作の模様はラジオ番組内で「校歌作ろうぜスペシャル!産まれたての校歌 〜歌い継がれる思いをのせて…」として特集が組まれ、2008年日本民間放送連盟賞優秀賞を受賞した。この様子はテレビ番組でも取り上げられ、3月7日にNHK「ゆうどきネットワーク」、3月27日にNHK BS2「心ひとつに にっぽん全国感動の校歌物語」にて放送された。

## 文化祭
「みやざく祭」と名付けられた文化祭が毎年11月に開催される。旧山武農業高等学校時代に開催されていた文化祭「宮谷祭」が、学校再編を機に「みやざく祭」とひらがな表記となった。

## 部活動の主な成績
| 部         | 年度 | 成績                                                                                          |
| ---------- | ---- | --------------------------------------------------------------------------------------------- |
| 柔道部     | 2013 | 関東大会千葉県予選柔道女子個人48kg級優勝                                                      |
| 美術部     | 2022 | 第66回全国学芸サイエンスコンクール絵画部門入選                                                |
| 酪農部     | 2012 | 関東地区ホルスタイン共進会経産名誉賞(グランドチャンピオン)                                    |
| 酪農部     | 2022 | 第68回千葉県乳牛共進会第1部チャンピオン                                                       |
| 組織培養部 | 2014 | 第11回高校環境化学賞奨励賞                                                                    |
| 組織培養部 | 2015 | 第64回千葉県学校農業クラブ連盟研発表大会最優秀賞                                              |
| 組織培養部 | 2016 | 第65回千葉県学校農業クラブ連盟研発表大会最優秀賞                                              |
| 組織培養部 | 2019 | 第68回千葉県学校農業クラブ連盟研究発表大会最優秀賞 第14回高校環境化学賞奨励賞                 |
| 組織培養部 | 2021 | 第65回全国学芸サイエンスコンクール銅賞                                                        |
| 植物工場部 | 2017 | 第68回関東地区学校農業クラブ連盟大会最優秀賞 第68回日本学校農業クラブ全国大会出場             |
| 植物工場部 | 2021 | 第70回千葉県学校農業クラブ連盟研究発表大会最優秀賞 第72回関東地区学校農業クラブ連盟大会優秀賞 |
| 食品製造部 | 2017 | 第66回千葉県学校農業クラブ連盟研究発表大会最優秀賞                                            |
| 食品化学部 | 2019 | 第68回千葉県学校農業クラブ連盟研究発表大会最優秀賞                                            |
| 食品化学部 | 2021 | 第70回千葉県学校農業クラブ連盟研究発表大会最優秀賞 第72回関東地区学校農業クラブ連盟大会優秀賞 |

## 表彰
2021年度千葉県魅力ある県立学校づくり大賞優秀賞

## 著名な卒業生
旧山武農業高等学校及び旧白里高等学校を含む。

### 政界
- 金坂昌典 - 大網白里市長（2013年1月1日 - 現職）※旧白里

### スポーツ界
- 小出義雄（佐倉アスリート倶楽部代表取締役）※旧山武農業